# Тепава
Тепа̀ва е село в Северна България. То се намира в община Ловеч, област Ловеч.

## География
През селото преминава бара Тепавка, която през лятото пресъхва. Климатът е много приятен, дори в горещите летни дни вечерите са доста прохладни, много добре повлиява на деца с белодробни и имунни проблеми.

## История
Името Тепава идва от тепавица – съоръжение за обработване на овча вълна, задвижвано от вода. Днес то не съществува.
Друга версия за името е, че произлиза от турската дума ТЕПЕ, т.е. КУПА, Хълм. До чешмата, която се е намира в центъра на селото е имало бряст увит с дива лоза, от далече е изглеждал като купа. По това време селото се е намирало на около един километър източно от сегашното, от тази чешма са ползвали водата и постепенно са се преселили в близост до нея.
трета версия .около селото има много могили -тепета на турски.  селото е било мохамеданско, за което говори името му и имената на местоистите.асмалъ,алчака -от алчъ на турски глина или гипс,моласанка по името на молла асан ,притежавал имота .куру дере ,или сухото дере, курт тепе - вълча могила,шарампола ,аязмата и други . в селото няма църква както в съседните села деветаки ,брестово и къкрина .в селото са се заселили преселници от кавказ след кримската война .за съжаление архивите на селото са унищожени след 1989 г от младежи които си палели огън с тях .събирайки се в училилището, днес полусъборено.

## Население
Численост и дял на етническите групи според преброяването на населението през 2011 г.:
|                     | Численост | Дял (в %) |
| Общо                | 86        | 100,00    |
| Българи             | 79        | 91,86     |
| Турци               | 4         | 4,65      |
| Цигани              | 0         | 0,00      |
| Други               | 0         | 0,00      |
| Не се самоопределят | 0         | 0,00      |
| Неотговорили        | 2         | 2,32      |

## Религии
В селото живеят само източноправославни християни, но все още няма никакъв храм, параклис или нещо което да отбележи принадлежността към тази религия, търсят се спонсори които да помогнат за създаването на параклис.

## Културни и природни забележителности
Селото е екологично чисто. В землището на село Тепава (в района на Деветашкото плато) се намира хоризонталната Додацка пещера, а в местността МОЛАСАНКА по името на сопственика на имота МОЛЛА АСАН и постепенно променено наМОЛАСАНКА – пещерата „Кънчова дупка“ с дълбочина 136 м. На 8 – 10 км от селото се намира Деветашката пещера.  Архив на оригинала от 2005-02-17 в Wayback Machine.около селото има много могили с различни размери най големите са с диаметър 15 метра намират се на хълма  северозападно от селото на около 4 км едната голяма могила е раскопана от иманяри другата все още не е .около големите има няколко средни по големина с диаметър 6 метра една е разкопана напълно останали са само зидовете

## Редовни събития
Съборът на селото се провежда на последната неделя на октомври.

## Личности
- Павломир Кънчев, бригаден генерал